# Жаркова Надія Василівна
Надія Василівна Жаркова (1857—1929) — українська акторка Театру корифеїв, акторка мандрівних театральних труп Михайла Старицького і Марка Кропивницького.

## Життєпис
Народилася 1857 року в багатодітній сім'ї дрібного чиновника. Батько Василь Федорович Жарков був колезьким асесором й працював секретарем Полтавського губернського правління. Походив він із козаків села Бацмани на Роменщині (історична Полтавщина) і, за свідченням молодшого брата Надії  Якова, «був козацького роду», хоча й мав уже прізвище Жарков. Батько цікавився українською літературою, пишався тим, що бачився з Тарасом Шевченком під час перебування у поміщиків Родзянок; приймав у себе українських діячів культури — Олександра Кониського, Івана Нечуя-Левицького, приятелював з Марком Кропивницьким.
Мати Олександра Григорівна походила з родини дрібних поміщиків Лазебників. Вона виросла на хуторі і розмовляла переважно українською, знала багато народних пісень, казок, приказок, передала дітям шанобливе ставлення до рідної культури й мови.
У сім'ї захоплювалися літературою, музикою і театром. Надія мала музичні здібності, гарний голос, добре грала на роялі, була організаторкою аматорських вистав, що ставилися у залі Дворянського зібрання Полтави, грала провідні ролі у виставах «Наталка Полтавка» та «Сватання на Гончарівці».
З 1881 року почала працювати в трупі Г. Ашкаренка. Виконала роль Наталки в першій українській виставі цього колективу — «Наталка Полтавка», яка з великим успіхом відбулася в Кременчуці. У цій виставі дебютував як професійний актор Микола Садовський в образі Петра, роль Виборного грав Марко Кропивницький, а Возного — Григорій Ашкаренко.
1882 року разом з групою молодих акторів-початківців була запрошена до новоствореої трупи Марка Кропивницького, з якою протягом 1882—1889 рр. гастролювала Україною.
Один сезон працювала в трупі М. Старицького (1883).

## Вибрані ролі
- Уляна («Сватання на Гончарівці» Г. Квітки-Основ'яненка),
- Галя («Назар Стодоля» Т. Шевченка),
- Маруся («Дай серцю волю, заведе в неволю» М. Кропивницького),
- Наталка, Терпилиха («Наталка Полтавка» І. Котляревського).